# Liste des ammestres de Strasbourg
La liste des ammestres de Strasbourg regroupe l'ensemble des ammestres de l'administration strasbourgeoise du XIVe siècle au XVIIIe siècle. On observe des variantes selon les sources.

## Classement par siècle

### XIVesiècle
- 1349 : Hans Betscholt
- 1350 : Heirich Gire
- 1351 : Claus Schnyder
- 1352 : Hermann in Kirchgass
- 1353 : Rüllin Kremer
- 1354 : Johans Heilmann
- 1355 : Jacob Fryburger
- 1356 : Goetz Wilhelm
- 1357 : Conrad Boppe
- 1358 : Claus Schnyder
- 1359 : Peter Eblin

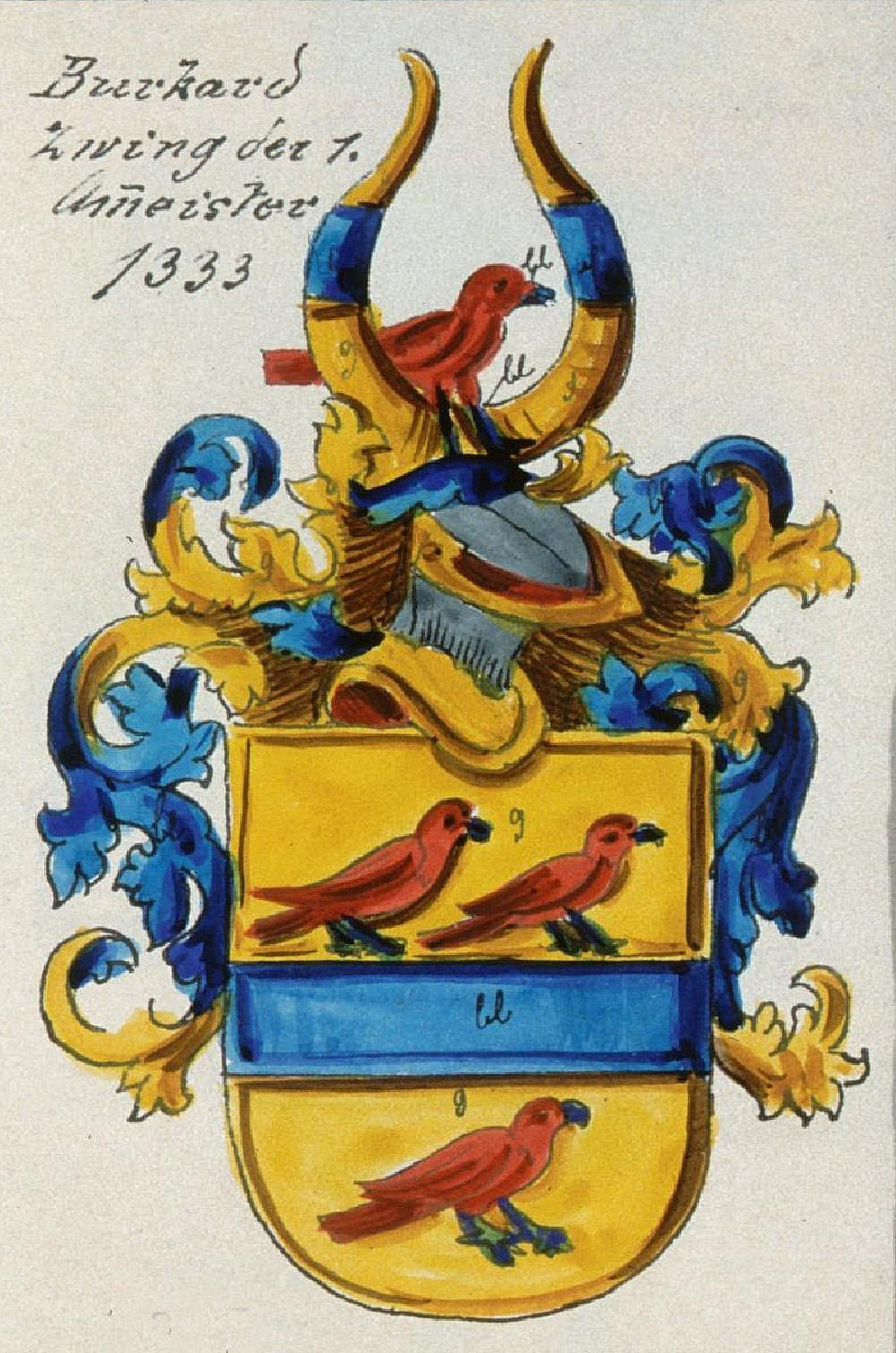
Burkard Zwing, le 1er ammestre (1333)

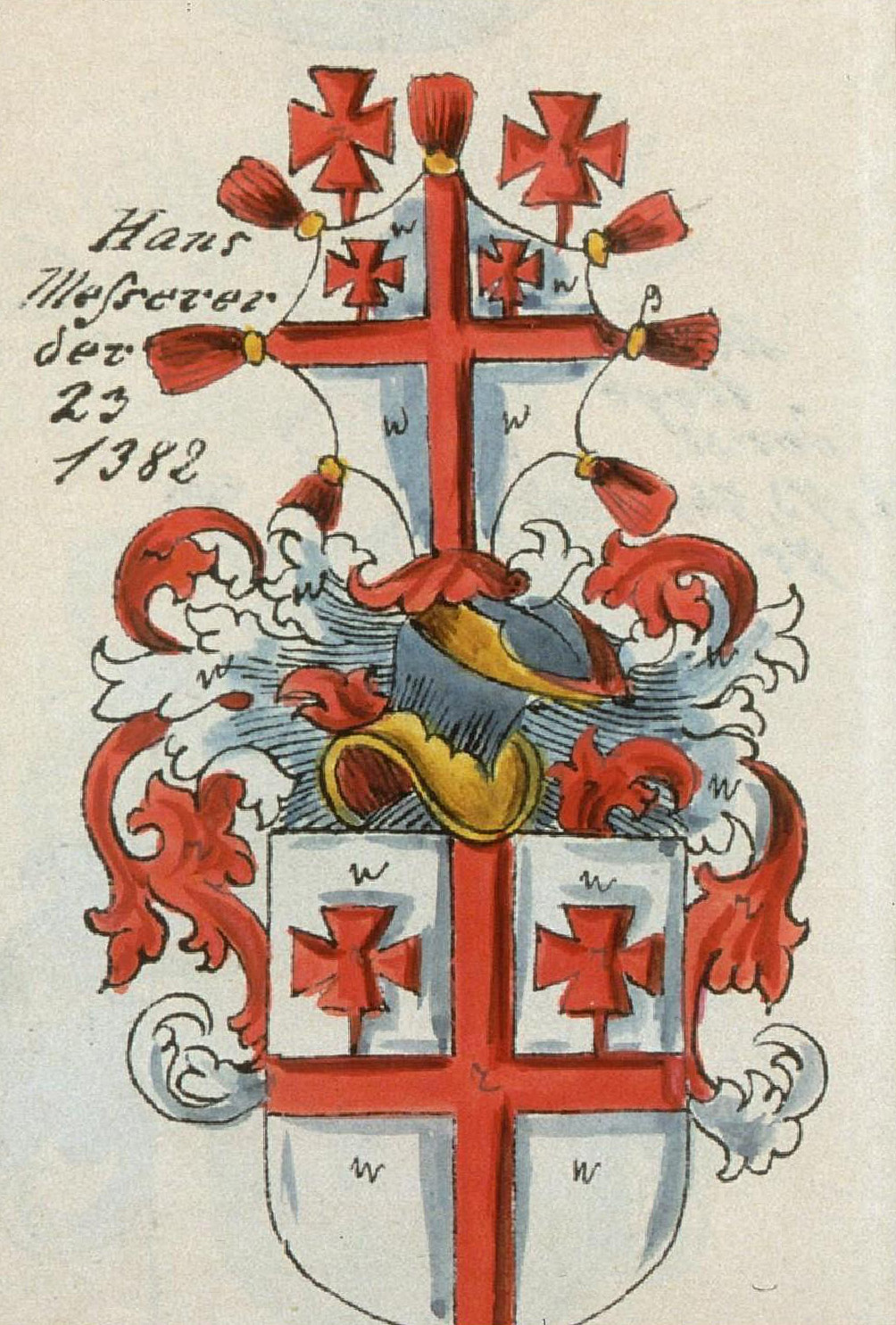
Hans Messerer, le 23e ammestre (1382)

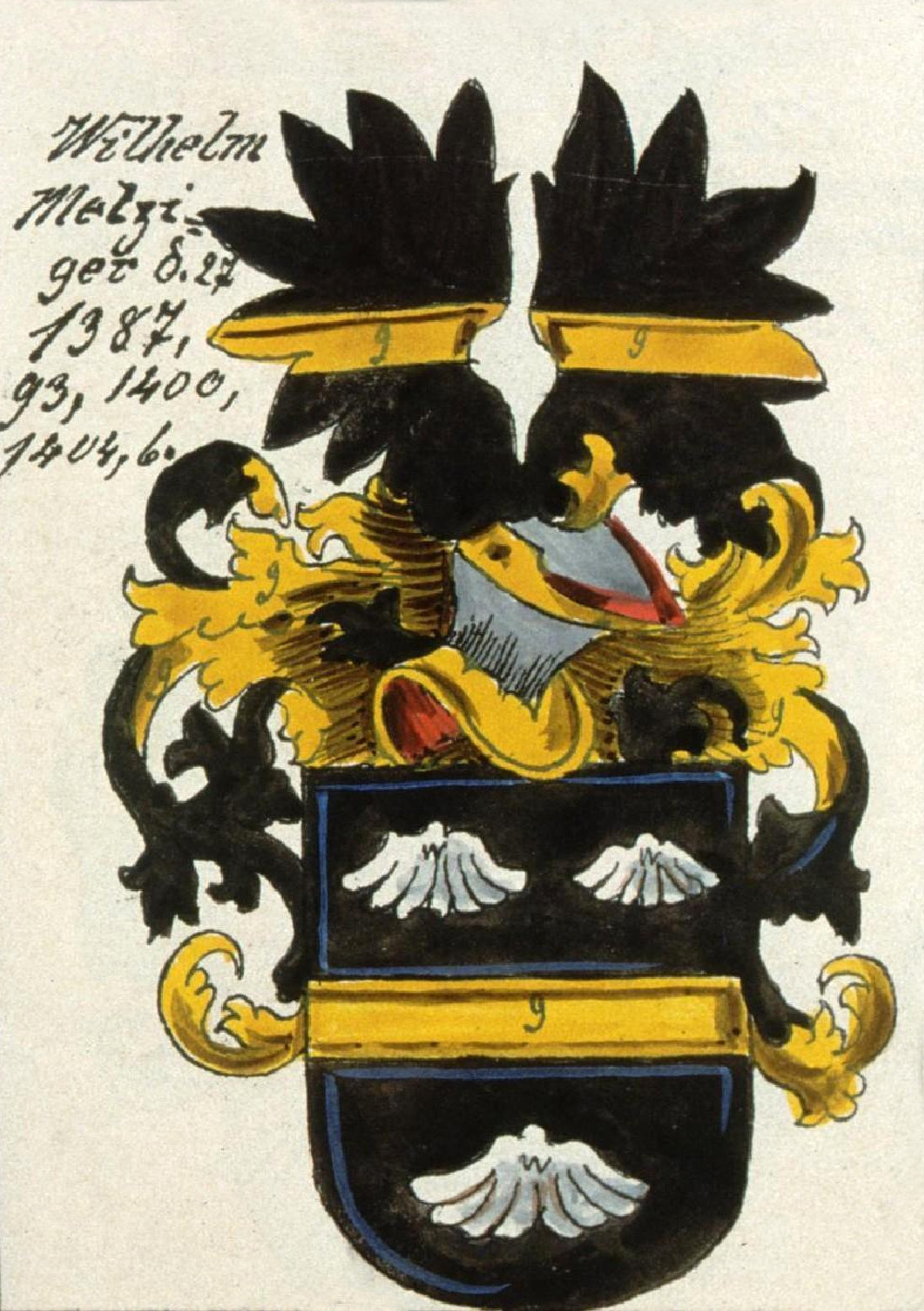
Wilhelm Metziger, le 27e ammestre (1387, 1393, 1400, 1404, 1406)

- 1360 : Johans Kurnagel, dit von Rosseburg
- 1361 : Rüllin Kremer
- 1362 : Johans Heilmann
- 1363 : Johans von Munoltzheim
- 1364 : Goetz Wilhelm
- 1365 : Albrecht Schalck
- 1366 : Cuntz Müller
- 1367 : Johans Heilmann
- 1368 : Rudolf Wahssicher
- 1369 : Johans Kürnagel, dit von Rosseburg
- 1370 : Johans Cantzler
- 1371 : Goetz Wilhelm
- 1372 : Heintz Arge
- 1373 : Heintz Arge
- 1374 : Heintz Arge
- 1375 : Heintz Arge
- 1376 : Heintz Arge
- 1377 : Heintz Arge
- 1378 : Heintz Arge
- 1379 : Johans Cantzler
- 1380 : Philipps Hans
- 1381 : Walther Wahssicher
- 1382 : Johans Messerer
- 1383 : Johans Cantzler
- 1384 : Conrad von Geispoltzheim
- 1385 : Claus Meyer
- 1386 : Heinrich Lymer
- 1387 : Wilhelm Metziger
- 1388 : Andres Heilmann
- 1389 : Heinrich Kranich
- 1390 : Conrad Armbruster
- 1391 : Conrad von Geispoltzheim
- 1392 : Contz Müller
- 1393 : Heinrich Lymer
- 1394 : Wilhelm Metziger
- 1395 : Claus Baermann
- 1396 : Ulrich Kid
- 1397 : Heinrich Kranich
- 1398 : Conrad Armbruster
- 1399 : Rüllin Barpfennig
- 1400 : Wilhelm Metziger

### XVesiècle
- 1401 : Peter Sunner
- 1402 : Ulrich Kid
- 1403 : Johans Heilmann
- 1404 : Wilhelm Metziger
- 1405 : Rüllin Barpfennig
- 1406 : Wilhelm Metziger
- 1407 : Johans Heilmann
- 1408 : Ulrich Kid
- 1409 : Rüllin Barpfennig
- 1400 : Michel Melbrü
- 1411 : Johans Heilmann
- 1412 : Johans Meier
- 1413 : Rüllin Barpfennig
- 1414 : Michel Melbrü
- 1415 : Johans Betscholt
- 1416 : Johans Lumbart
- 1417 : Hug Dritzehen
- 1418 : Ulrich Kid
- 1419 : Rüllin Barpfennig
- 1420 : Claus Gerbot
- 1421 : Johans Betscholt
- 1422 : Claus Melbrüge
- 1423 : Claus Schanlüt
- 1424 : Jacob von Geispoltzheim
- 1425 : Johans Lumbart
- 1426 : Rüllin Barpfennig
- 1427 : Hug Dritzehen
- 1428 : Adam Ryff
- 1429 : Claus Melbrü
- 1430 : Claus Schanlüt
- 1431 : Johans Staheler
- 1432 : Albrecht Schalck
- 1433 : Hug Dossenheim
- 1434 : Jacob von Geispoltzheim
- 1435 : Hans Gerbot
- 1436 : Conrad Armbruster
- 1437 : Lienhardt Drachenfels
- 1438 : Albrecht Schalck
- 1439 : Claus Melbrü
- 1440 : Claus Schanlüt
- 1441 : Jacob von Geispoltzheim
- 1442 : Hans von Meistersheim
- 1443 : Lienhardt Drachenfels
- 1444 : Albrecht Schalck
- 1445 : Adam Ryff
- 1445 : Heinrich Meyer
- 1446 : Claus Schanlüt
- 1447 : Conrad Armbruster
- 1448 : Jacob Wurmser
- 1449 : Lienhardt Drachenfels
- 1450 : Albrecht Schalck
- 1451 : Heinrich Meyer
- 1452 : Hans Drachenfels
- 1453 : Hans Melbrü
- 1454 : Jacob Wurmser
- 1455 : Conrad Armbruster
- 1455 : Wilhelm Betscholt
- 1456 : Albrecht Schalck
- 1457 : Heinrich Meyer
- 1458 : Hans Drachenfels
- 1459 : Hans Melbrü
- 1460 : Jacob Wurmser
- 1461 : Wilhelm Betscholt
- 1462 : Hans Lumbart
- 1463 : Jacob Ammelung
- 1464 : Hans Drachenfels
- 1465 : Heinrich Arge
- 1466 : Claus Baumgarter
- 1467 : Conrad Ryff
- 1468 : Hans Lumbart
- 1468 : Hans von Berse
- 1469 : Jacob Ammelung
- 1470 : Peter Schott
- 1471 : Heinrich Arge
- 1472 : Claus Baumgarter
- 1473 : Conrad Ryff
- 1474 : Hans von Berse
- 1475 : Jacob Ammelung
- 1476 : Peter Schott
- 1477 : Heinrich Arge
- 1478 : Claus Baumgarter
- 1479 : Conrad Ryff
- 1480 : Hans von Berse
- 1481 : Jacob Ammelung
- 1482 : Peter Schott
- 1483 : Mattern Drachenfels
- 1484 : Conrad von Duntzenheim
- 1485 : Conrad Ryff
- 1486 : Max Kerling
- 1487 : Jacob Ammelung
- 1488 :  Peter Schott
- 1489 : Mattern Drachenfels
- 1490 : Claus Baumgarter
- 1491 : Andres Hapmacher
- 1492 : Max Kerling
- 1493 : Jacob Ammelung
- 1494 : Goetz von Hohenburg
- 1495 : Claus Weydelich
- 1496 : Jacob Wisebach
- 1497 : Andres Hapmacher
- 1498 : Jacob Wurm
- 1499 : Obrecht Armbruster
- 1500 : Andres Drachenfels

### XVIesiècle

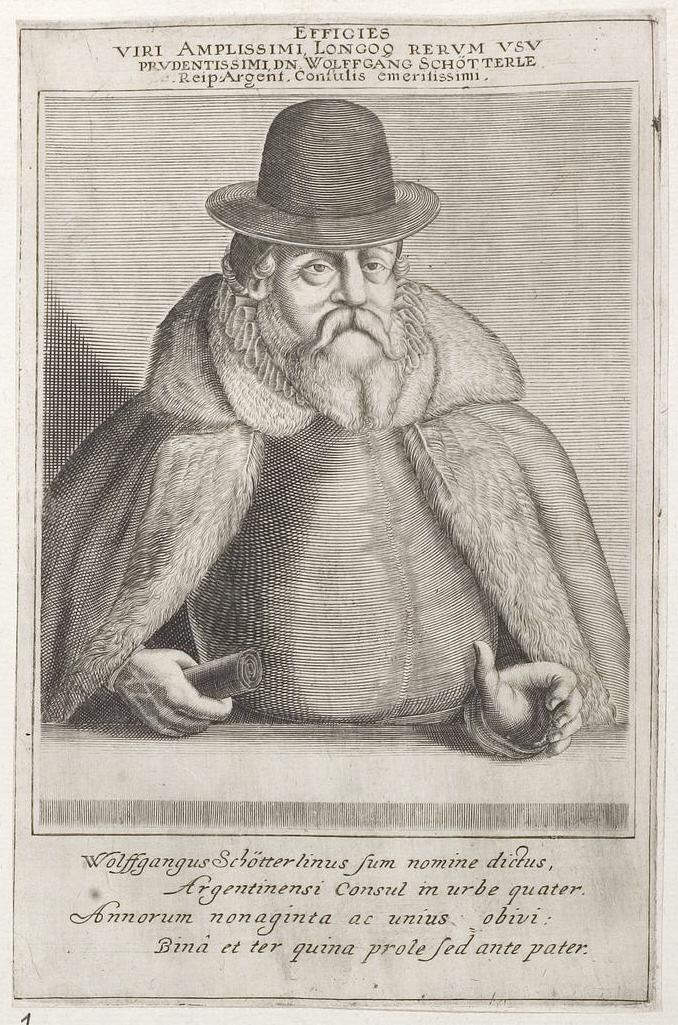
Wolfgang Schütterlin

- 1501 : Florentz Rumeler
- 1502 : Jacob Wisebach
- 1503 : Andres Hapmacher
- 1504 : Peter Arge
- 1505 : Conrad von Duntzenheim
- 1506 : Andres Drachenfels
- 1507 : Florentz Rumeler
- 1508 : Jacob Wisebach
- 1508 : Heinrich Ingolt
- 1509 : Gotfrid von Hohenburg
- 1500 : Peter Arge
- 1511 : Conrad von Duntzenheim
- 1512 : Andres Drachenfels
- 1513 : Florentz Rumeler
- 1514 : Heinrich Ingolt
- 1515 : Gotfrid von Hohenburg
- 1516 : Peter Arge
- 1517 : Conrad von Duntzenheim
- 1518 : Andres Drachenfels
- 1519 : Jacob Baumgarter
- 1519 : Claus Kniebs
- 1520 : Philips von Utenheim
- 1521 : Gotfrid von Hohenburg
- 1522 : Martin Hoerlin
- 1523 : Conrad von Duntzenheim
- 1524 : Andres Drachenfels
- 1524 : Daniel Müg
- 1525 : Claus Kniebs
- 1526 : Philips von Utenheim
- 1527 : Mathis Pfarrer
- 1528 : Martin Herlin
- 1529 : Conrad von Duntzenheim
- 1530 : Daniel Müg
- 1531 : Claus Kniebs
- 1532 : Hans Lindenfels
- 1533 : Mathis Pfarrer
- 1534 : Martin Herlin
- 1535 : Mathis Gyger
- 1536 : Daniel Müg
- 1537 : Claus Kniebs
- 1538 : Hans Lindenfels
- 1539 : Mathis Pfarrer
- 1540 : Martin Herlin
- 1541 : Mathis Gyger
- 1542 : Beats von Duntzenheim
- 1543 : Simon Franck
- 1544 : Hans Lindenfels
- 1545 : Mathis Pfarrer
- 1546 : Martin Herlin
- 1547 : Mathis Gyger
- 1548 : Jacob von Duntzenheim
- 1549 : Jacob Meyer
- 1550 : Michel Heuss
- 1551 : Mathis Pfarrer
- 1552 : Lux Mösinger
- 1553 : Hans Hammerer
- 1554 : Jacob von Duntzenheim
- 1554 : Hans von Berss
- 1555 : Jacob Meyer
- 1556 : Michel Heuss
- 1556 : Georg Lymer
- 1557 : Mathis Pfarrer
- 1558 : Carle Müg
- 1559 : Hans Hammerer
- 1560 : Hans von Berss
- 1561 : Jacob Meyer
- 1562 : Georg Lymer
- 1563 : Mathis Pfarrer
- 1564 : Carol Müg
- 1565 : Hans Hammerer
- 1566 : Hans von Berss
- 1567 : Jacob Meyer
- 1567 : Johan Carol Lorcher
- 1568 : Abraham Heldt
- 1569 : Michel Liechtensteiger
- 1560 : Carol Müg
- 1571 : Hans Hammerer
- 1572 : Wolfgang Schütterlin
- 1573 : Johan Carol Lorcher
- 1574 : Abraham Heldt
- 1575 : Michel Liechtensteiger
- 1576 : Mathes Wickser
- 1577 : Jacob von Molssheim
- 1578 : Wolfgang Schütterlin
- 1579 : Johan Carol Lorcher
- 1580 : Abraham Heldt
- 1581 : Michel Liechtensteiger
- 1582 : Matheus Wickser
- 1583 : Niclaus Fuchs
- 1584 : Wolfgang Schütterlin
- 1585 : Johan Carol Lorcher
- 1586 : Abraham Heldt
- 1587 : Michel Liechtensteiger
- 1588 : Matheus Wickser
- 1589 : Niclaus Fuchs
- 1590 : Wolfgang Schütterlin
- 1591 : Hans von Hohenburg
- 1592 : Abraham Heldt
- 1593 : Philips Wörlen
- 1594 : Jacob Kips
- 1595 : Niclaus Fuchs
- 1596 : Heinrich Obrecht
- 1597 : Hans von Hohenburg
- 1598 : Christoph IV Städel
- 1599 : Philips Wörlen
- 1600 : Jacob Kips

### XVIIesiècle

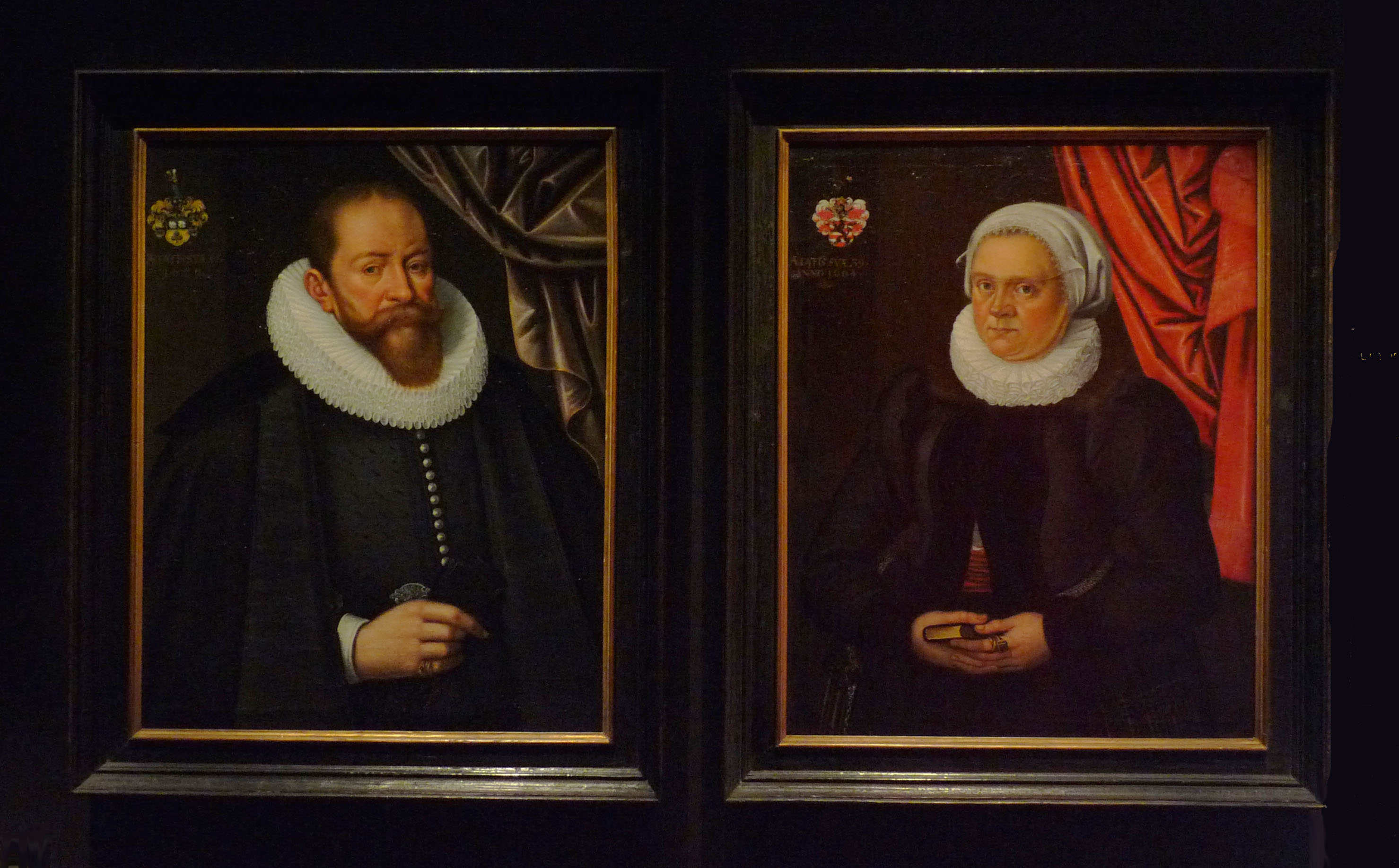
L'ammestre Carl Spielmann (1564-1631) et son épouse Anna Scheid (Musée historique de Strasbourg)

- 1601 : Heinrich Baumgarter
- 1602 : Heinrich Obrecht
- 1603 : Hans von Hohenburg
- 1604 : Christoph IV Städel
- 1605 : Philips Wörlen
- 1606 : Jacob Kips
- 1607 : Heinrich Baumgarter
- 1608 : Peter Storck
- 1609 : Ulrich Mürssel
- 1610 : Christoph IV Städel
- 1611 : Mathis Stoeffelin
- 1612 : Wolf Grünwaldt
- 1613 : Heinrich Baumgarter
- 1614 : Peter Storck
- 1615 : Ulrich Mürssel
- 1616 : Christoph IV Städel
- 1617 : Mathis Stoeffelin
- 1618 : Mathaeus Geiger
- 1619 : Fridrich Held

- 1620 : Peter Storck
- 1621 : Ulrich Mörsel
- 1622 : Christoph IV Städel
- 1623 : Johann Hellerer
- 1624 : Matheus Geiger
- 1625 : Carle Speilmann [Carl Spielmann ?)
- 1626 : Daniel Ringler
- 1627 : Matheus Braun
- 1628 : Georg Müg
- 1629 : Johann Hellerer
- 1630 : Christoph V Städel
- 1631 : Heinrich Drausch
- 1632 : Daniel Ringler
- 1633 : Hans Peter Storck
- 1634 : Georg Müg
- 1635 : Hans Jacob Meyer
- 1636 : Christoph V Städel
- 1636 : Joachim Brackenfoffer[1]
- 1637 : Tobias Städel
- 1638 : Daniel Ringler
- 1639 : Madeus Stemler
- 1640 : Georg Mieg
- 1641 : Hans Jacob Meyer
- 1642 : Joachim Brackenfoffer[1]
- 1643 : Tobias Städel
- 1644 : Johann Wencker
- 1645 : Madeus Stemler
- 1646 : Balthasar Bischoff
- 1647 : Hans Jacob Meyer
- 1648 : Joachim Brackenfoffer[1]
- 1649 : Friderich Reisseissen
- 1650 : Johann Wencker
- 1651 : Madeus Stemler
- 1652 : Valentine Storck
- 1653 : Hans Jacob Meyer
- 1654 : Joachim Brackenhoffer
- 1655 : Christoph Städel
- 1656 : Johann Wencker
- 1657 : Madeus Stemler
- 1658 : Andreas Brackenhoffer
- 1659 : Johann Reisshoffer
- 1660 : Dominique Dietrich
- 1661 : Christoph Städel
- 1662 : Carl Egger
- 1663 : Nikolaus Juntha
- 1664 : Andreas Brackenhoffer
- 1665 : Johann Richshoffer
- 1666 : Dominique Dietrich
- 1667 : Christoph Städel
- 1668 : Karl Eggen
- 1669 : Nikolaus Juntha
- 1670 : Andreas Brackenhoffer
- 1671 : Johann Richshoffer
- 1672 : Dominique Dietrich
- 1673 : Daniel Wencker
- 1674 : Karl Eggen
- 1675 : Jean-Gaspard Bernegger
- 1675 : Friedrich Schütterlin
- 1676 : Andreas Brackenhoffer
- 1677 : Franciscus Reisseissen
- 1678 : Dominique Dietrich
- 1679 : Johann Leonhard Fröreisen
- 1680 : Josias Städel
- 1681 : Jean-Frederic Würtz
- 1682 : Jacques Wencker
- 1683 : François Reisseissen
- 1684 : Dominique Dietrich
- 1685 : Jean-Léonard Fröreisen
- 1686 : Josias Städel
- 1687 : Jean-Frederic Würtz
- 1688 : Jacques Wencker
- 1689 : François Reisseissen
- 1690 : Lucas Weinemer
- 1691 : Daniel Richshoffer
- 1692 : Josias Städel
- 1693 : Jean-George Hecker
- 1694 : Jacques Wencker
- 1695 : François Reisseissen
- 1696 : Lucas Weinemer
- 1697 : Jean-Raimbaut Friderici
- 1698 : Josias Städel
- 1699 : Jean-George Hecker
- 1700 : Jacques Wencker

### XVIIIesiècle
- 1701 : François Reisseissen
- 1702 : Jean-Thiébaut Reiss
- 1703 : Jean-Raimbaut Friderici
- 1704 : Jean-Sebastien Gambs
- 1705 : Jean-George Hecker
- 1706 : Jacques Wencker
- 1707 : François Reisseissen
- 1708 : Jean-Thiébaut Reiss
- 1709 : Jean-Raimbaut Friderici
- 1710 : François-Joseph Scherer
- 1711 : Jérémie-Adam Leitersperger
- 1712 : Jacques Wencker
- 1713 : Jean-Jacques Richshoffer
- 1714 : Jean-Thiébaut Reiss
- 1715 : Jean-Raimbaut Friderici
- 1716 : François-Joseph Scherer
- 1717 : Jérémie-Adam Leitersperger
- 1718 : Daniel-Andre König
- 1719 : Jean-Jacques Richshoffer
- 1720 : Jean-Thiébaut Reiss
- 1721 : Jean-Raimbaut Friderici
- 1722 : Jean-George Denner
- 1723 : Andre Lemp
- 1724 : Jean-George Giesing
- 1725 : Philippe-Gaspard Leitersperger
- 1726 : Jean-Thiébaut Reiss
- 1727 : Jean-Raimbaut Friderici
- 1727 : François-Joseph Geiger
- 1728 : Jean-George Denner
- 1729 : Elie Brackenhoffer
- 1730 : Jean-George Giesing
- 1731 : Philippe-Gaspard Leitersperger
- 1732 : Jean-François Merckel
- 1733 : François-Joseph Geiger
- 1734 : Jean Frédéric Oesinger
- 1735 : François-Arnaud Goujon
- 1736 : Jean-George Giesing
- 1736 : Jacques Wencker
- 1737 : Jean-Jacques Richshoffer
- 1738 : Jean-Frederic Hammerer
- 1739 : François-Joseph Geiger
- 1740 : Jean-Valentin Beyerlé
- 1741 : Jean-Henri Faber
- 1742 : Jacques Wencker
- 1743 : Jean-Jacques Richshoffer
- 1744 : Jean-Frederic Hammerer
- 1745 : Jean-George Denner
- 1746 : Jean-Valentin Beyerlé
- 1747 : Jean-Henri Faber
- 1748 : Jean-Frederic Faust
- 1749 : Jean-Jacques Richshoffer
- 1750 : Jean-Frederic Hammerer
- 1751 : Jean-George Denner
- 1752 : Jean-George Langhans
- 1753 : Jean-Henri Faber
- 1754 : Jean-Frederic Faust
- 1755 : Jean-Jacques Richshoffer
- 1756 : Paul-Geoffroi Gambs
- 1757 : Jean-Léonard Kien
- 1758 : Jean-George Langhans
- 1759 : Jean Dietrich
- 1760 : Jean-Frederic Faust
- 1761 : Jean-Jacques Richshoffer
- 1762 : Paul-Geoffroi Gambs
- 1763 : Jean-Léonard Kien
- 1764 : Jean-George Langhans
- 1765 : François-Joseph Nicart
- 1766 : Jean-Frederic Faust
- 1767 : Philippe-Jacques Franck
- 1768 : Paul-Geoffroi Gambs
- 1769 : Jean-Léonard Kien
- 1770 : François-Joseph Engelmann
- 1771 : François-Joseph Nicart
- 1772 : Jean-Frederic Faust
- 1773 : Philippe-Jacques Franck
- 1774 : François-Xavier-Alexis Poirot
- 1775 : Jean-Léonard Kien
- 1776 : François-Joseph Engelmann
- 1777 : François-Joseph Nicart
- 1778 : Jean-Frederic Faust
- 1779 : Philippe-Jacques Franck
- 1780 : François-Xavier-Alexis Poirot
- 1781 : Jean Lemp
- 1782 : François-Joseph Engelmann
- 1783 : Mathias-Nicolas Zaeppfel
- 1784 : Jean de Turckheim
- 1785 : François-Joseph Nicart
- 1786 : François-Xavier-Alexis Poirot
- 1787 : Jean Lemp
- 1788 : Louis Zaeppfel
- 1789 : Mathias-Nicolas Zaeppfel
- 1789 : François-Xavier-Alexis Poirot

## Sources
- (de) Kurze Abhandlung von den Ammeistern der Stadt Strassburg, de Johann Martin Pastorius, Strasbourg, 1761
- (de) Tafeln derer Herren Ammeistern der Statt Strassburg, de Johann Christoph Meyer, BNU Strasbourg, Ms. 640, 1786 (n'a pas été publié)
- Liste des membres du Grand Sénat de Strasbourg, des Stettmeistres, des Ammeistres, des Conseils des XXI, XIII et XV, du XIIIe s. à 1789, de Jacques Hatt, Strasbourg, 1963.